# Hans Wellhausen
Pour les articles homonymes, voir Wellhausen.
Hans Wellhausen (né le 19 septembre 1894 à Bad Münder am Deister et mort le 3 septembre 1964 à Rummelsberg) est un homme politique allemand (FDP, CSU).

## Biographie
Wellhausen étudie le droit après le lycée. Après le deuxième examen d'État, il est membre du gouvernement de Brême dans les années 1920. Il devient ensuite directeur d'usine et président du conseil d'administration de la Deutsche Bundesbahn à partir de 1952.

## Parti
Wellhausen rejoint le NSDAP en 1942, et après la guerre il devient un membre du FDP, dont il fait partie du comité exécutif fédéral entre 1951 à 1955. Le 23 février 1956, il quitte le FDP avec l'aile ministérielle (dénommée Groupe Euler) et rejoint le nouveau groupe parlementaire «Groupe de travail démocratique». Contrairement à ses autres membres, cependant, il ne participe pas à la fondation du FVP mais rejoint la CSU le 23 juin 1956.

## Parlementaire
Wellhausen est membre du Conseil économique de la Bizone en 1948/49, où il est président du comité du droit des brevets à partir du 9 juillet 1948 Il est député du Bundestag de sa première législature en 1949 à 1957. De 1949 à 1953, il est vice-président du groupe parlementaire FDP. Du 19 septembre 1951 à 1957, il est président de la commission du Bundestag pour les questions financières et fiscales, et en 1953 également de la commission spéciale pour la consultation des lois sur la dette extérieure allemande "Accord de Londres sur les dettes" .

## Honneurs
- 1955: Grand officier de l'Ordre du Mérite de la République fédérale d'Allemagne

## Publications
- Bremen. In: Hermann Sacher: Staatslexikon, Band 1, Freiburg im Breisgau 1926, Sp. 1049 ff.